# När stormen ryter vilt på hav
När stormen ryter vilt på hav är en psalm för sjöfarande av Paul Nilsson från 1914. 
Melodin är en tonsättning från 1542 som enligt Koralbok för Nya psalmer, 1921 också används till psalmen Uti din nåd, o Fader blid (1819 nr 250). I 1986 års psalmbok anges att melodin är från Frankfurt am Main och kan vara komponerad av Johann Balthasar König 1738.

## Publicerad som
- Nr 639 i Nya psalmer 1921, tillägget till 1819 års psalmbok under rubriken "Det Kristliga Troslivet: Troslivet i hem och samhälle: För sjöfarande".
- Nr 505 i 1937 års psalmbok under rubriken "Sjöfolk".
- Nr 505 i Psalmer för bruk vid krigsmakten 1961 verserna 1-5.
- Nr 597 i Svenska kyrkans egen del av 1986 års psalmbok under rubriken "Tillsammans i världen".
- Nr 372 i Svensk psalmbok för den evangelisk-lutherska kyrkan i Finland (1986) under rubriken "Nöd och nåd" med annorlunda text än i Den svenska psalmboken,med melodi av Johann Crüger 1640-